# Chiesa dei Santi Ambrogio e Antonio
La chiesa dei Santi Ambrogio e Antonio è la parrocchiale di Casnate, frazione-capoluogo del comune sparso di Casnate con Bernate, in provincia e diocesi di Como; fa parte del vicariato di Fino Mornasco.

## Storia
La prima citazione di una cappella a Casnate risale al 1297; nel 1597 il vescovo Filippo Archinti la menzionò con il titolo di parrocchiale.
La chiesa, che alla fine del Cinquecento risultava versare in cattive condizioni, venne ampliata nel XVII secolo per ospitare anche i fedeli bernatesi, che prima usufruivano della pieve di Fino Mornasco.
Nel 1837, durante alcuni lavori di rimaneggiamento, l'edificio crollò a causa dell'indebolimento dei pilastri; la nuova parrocchiale, la cui costruzione venne seguita dapprima dall'ingegner Luigi Pellegrini e poi dai fratelli Carlo e Calisto Ferrano, venne terminata e consacrata nel 1850.
Dalla relazione della visita pastorale del 1901 del vescovo Teodoro Valfré di Bonzo si apprende che la rendita del beneficio era di circa 594 lire, che il numero dei fedeli era pari a 915 e che la chiesa era sede delle confraternite del Santissimo Sacramento, di San Luigi e delle Figlie di Maria; alcuni decenni dopo, nel 1933 si provvide a restaurare la facciata e il campanile.

## Descrizione

### Esterno
La neoclassica facciata a capanna della chiesa, rivolta a nordest, è suddivisa in due registri: quello inferiore, scandito da sei lesene ioniche, è preceduto dal pronao tetrastilo e presenta al centro il portale d'ingresso, mentre quello superiore è caratterizzato da una finestra di forma semicircolare e coronato dal frontone triangolare, la cui cornice inferiore è abbellita da una dentellatura.
Annesso alla parrocchiale è il campanile a base quadrata, suddivisa in più registri da cornici marcapiano; la cella presenta su ogni lato una monofora ed è coronata dalla cupoletta poggiante sul tamburo.

### Interno
L'interno dell'edificio ospita numerose opere di pregio, tra le quali l'affresco con soggetto il Padre Eterno, eseguito da Antonio Rinaldi, le due tele con San Francesco di Sales e i Santi Proto e Giacinto, risalenti rispettivamente al Cinquecento e al Settecento, l'affresco con la Vergine Assunta, realizzato da Giulio Reina, la pala con le Sante Faustina e Liberata e la statua di Sant'Antonio, scolpita nel 1873 da Giuseppe Bayer.